# Llista d'asteroides/199401-199500
| Nom      | Designació provisional | Data de descobriment | Lloc de descobriment | Descobridor/s       |
| -------- | ---------------------- | -------------------- | -------------------- | ------------------- |
| 199401 - | 2006 BG274             | 23 de gener de 2006  | Mount Lemmon         | Mount Lemmon Survey |
| 199402 - | 2006 BW274             | 23 de gener de 2006  | Mount Lemmon         | Mount Lemmon Survey |
| 199403 - | 2006 CM9               | 1 de febrer de 2006  | Catalina             | CSS                 |
| 199404 - | 2006 CG14              | 1 de febrer de 2006  | Kitt Peak            | Spacewatch          |
| 199405 - | 2006 CV17              | 1 de febrer de 2006  | Kitt Peak            | Spacewatch          |
| 199406 - | 2006 CF19              | 1 de febrer de 2006  | Mount Lemmon         | Mount Lemmon Survey |
| 199407 - | 2006 CF21              | 1 de febrer de 2006  | Catalina             | CSS                 |
| 199408 - | 2006 CC27              | 2 de febrer de 2006  | Kitt Peak            | Spacewatch          |
| 199409 - | 2006 CW29              | 2 de febrer de 2006  | Kitt Peak            | Spacewatch          |
| 199410 - | 2006 CY34              | 2 de febrer de 2006  | Mount Lemmon         | Mount Lemmon Survey |
| 199411 - | 2006 CZ38              | 2 de febrer de 2006  | Kitt Peak            | Spacewatch          |
| 199412 - | 2006 CR41              | 2 de febrer de 2006  | Kitt Peak            | Spacewatch          |
| 199413 - | 2006 CV42              | 2 de febrer de 2006  | Kitt Peak            | Spacewatch          |
| 199414 - | 2006 CV43              | 2 de febrer de 2006  | Mount Lemmon         | Mount Lemmon Survey |
| 199415 - | 2006 CY43              | 2 de febrer de 2006  | Kitt Peak            | Spacewatch          |
| 199416 - | 2006 CJ53              | 4 de febrer de 2006  | Kitt Peak            | Spacewatch          |
| 199417 - | 2006 CJ57              | 4 de febrer de 2006  | Mount Lemmon         | Mount Lemmon Survey |
| 199418 - | 2006 CU57              | 4 de febrer de 2006  | Mount Lemmon         | Mount Lemmon Survey |
| 199419 - | 2006 DG                | 21 de febrer de 2006 | RAS                  | A. Lowe             |
| 199420 - | 2006 DQ1               | 20 de febrer de 2006 | Kitt Peak            | Spacewatch          |
| 199421 - | 2006 DX1               | 20 de febrer de 2006 | Kitt Peak            | Spacewatch          |
| 199422 - | 2006 DZ1               | 20 de febrer de 2006 | Kitt Peak            | Spacewatch          |
| 199423 - | 2006 DR6               | 20 de febrer de 2006 | Mount Lemmon         | Mount Lemmon Survey |
| 199424 - | 2006 DA7               | 20 de febrer de 2006 | Catalina             | CSS                 |
| 199425 - | 2006 DD8               | 20 de febrer de 2006 | Kitt Peak            | Spacewatch          |
| 199426 - | 2006 DE8               | 20 de febrer de 2006 | Kitt Peak            | Spacewatch          |
| 199427 - | 2006 DC12              | 20 de febrer de 2006 | Catalina             | CSS                 |
| 199428 - | 2006 DS12              | 21 de febrer de 2006 | Catalina             | CSS                 |
| 199429 - | 2006 DJ13              | 22 de febrer de 2006 | Catalina             | CSS                 |
| 199430 - | 2006 DP19              | 20 de febrer de 2006 | Kitt Peak            | Spacewatch          |
| 199431 - | 2006 DD20              | 20 de febrer de 2006 | Kitt Peak            | Spacewatch          |
| 199432 - | 2006 DH22              | 20 de febrer de 2006 | Kitt Peak            | Spacewatch          |
| 199433 - | 2006 DY22              | 20 de febrer de 2006 | Kitt Peak            | Spacewatch          |
| 199434 - | 2006 DJ23              | 20 de febrer de 2006 | Kitt Peak            | Spacewatch          |
| 199435 - | 2006 DT24              | 20 de febrer de 2006 | Kitt Peak            | Spacewatch          |
| 199436 - | 2006 DV25              | 20 de febrer de 2006 | Kitt Peak            | Spacewatch          |
| 199437 - | 2006 DN26              | 20 de febrer de 2006 | Mount Lemmon         | Mount Lemmon Survey |
| 199438 - | 2006 DR30              | 20 de febrer de 2006 | Kitt Peak            | Spacewatch          |
| 199439 - | 2006 DN31              | 20 de febrer de 2006 | Mount Lemmon         | Mount Lemmon Survey |
| 199440 - | 2006 DU31              | 20 de febrer de 2006 | Mount Lemmon         | Mount Lemmon Survey |
| 199441 - | 2006 DY31              | 20 de febrer de 2006 | Mount Lemmon         | Mount Lemmon Survey |
| 199442 - | 2006 DL33              | 20 de febrer de 2006 | Kitt Peak            | Spacewatch          |
| 199443 - | 2006 DN33              | 20 de febrer de 2006 | Kitt Peak            | Spacewatch          |
| 199444 - | 2006 DM34              | 20 de febrer de 2006 | Kitt Peak            | Spacewatch          |
| 199445 - | 2006 DU34              | 20 de febrer de 2006 | Mount Lemmon         | Mount Lemmon Survey |
| 199446 - | 2006 DM35              | 20 de febrer de 2006 | Mount Lemmon         | Mount Lemmon Survey |
| 199447 - | 2006 DG36              | 20 de febrer de 2006 | Mount Lemmon         | Mount Lemmon Survey |
| 199448 - | 2006 DQ37              | 20 de febrer de 2006 | Mount Lemmon         | Mount Lemmon Survey |
| 199449 - | 2006 DD38              | 21 de febrer de 2006 | Anderson Mesa        | LONEOS              |
| 199450 - | 2006 DF38              | 21 de febrer de 2006 | Anderson Mesa        | LONEOS              |
| 199451 - | 2006 DH38              | 21 de febrer de 2006 | Anderson Mesa        | LONEOS              |
| 199452 - | 2006 DK38              | 21 de febrer de 2006 | Anderson Mesa        | LONEOS              |
| 199453 - | 2006 DL39              | 21 de febrer de 2006 | Mount Lemmon         | Mount Lemmon Survey |
| 199454 - | 2006 DQ39              | 22 de febrer de 2006 | Catalina             | CSS                 |
| 199455 - | 2006 DY40              | 22 de febrer de 2006 | Catalina             | CSS                 |
| 199456 - | 2006 DF41              | 23 de febrer de 2006 | Kitt Peak            | Spacewatch          |
| 199457 - | 2006 DN41              | 23 de febrer de 2006 | Anderson Mesa        | LONEOS              |
| 199458 - | 2006 DJ45              | 20 de febrer de 2006 | Mount Lemmon         | Mount Lemmon Survey |
| 199459 - | 2006 DT46              | 20 de febrer de 2006 | Mount Lemmon         | Mount Lemmon Survey |
| 199460 - | 2006 DB47              | 20 de febrer de 2006 | Mount Lemmon         | Mount Lemmon Survey |
| 199461 - | 2006 DP52              | 24 de febrer de 2006 | Palomar              | NEAT                |
| 199462 - | 2006 DZ52              | 24 de febrer de 2006 | Kitt Peak            | Spacewatch          |
| 199463 - | 2006 DX57              | 24 de febrer de 2006 | Mount Lemmon         | Mount Lemmon Survey |
| 199464 - | 2006 DY57              | 24 de febrer de 2006 | Mount Lemmon         | Mount Lemmon Survey |
| 199465 - | 2006 DX58              | 24 de febrer de 2006 | Kitt Peak            | Spacewatch          |
| 199466 - | 2006 DC59              | 24 de febrer de 2006 | Mount Lemmon         | Mount Lemmon Survey |
| 199467 - | 2006 DW59              | 24 de febrer de 2006 | Mount Lemmon         | Mount Lemmon Survey |
| 199468 - | 2006 DF60              | 24 de febrer de 2006 | Kitt Peak            | Spacewatch          |
| 199469 - | 2006 DR60              | 24 de febrer de 2006 | Kitt Peak            | Spacewatch          |
| 199470 - | 2006 DL62              | 25 de febrer de 2006 | Socorro              | LINEAR              |
| 199471 - | 2006 DR64              | 20 de febrer de 2006 | Catalina             | CSS                 |
| 199472 - | 2006 DT64              | 20 de febrer de 2006 | Catalina             | CSS                 |
| 199473 - | 2006 DW64              | 20 de febrer de 2006 | Catalina             | CSS                 |
| 199474 - | 2006 DD66              | 21 de febrer de 2006 | Catalina             | CSS                 |
| 199475 - | 2006 DQ66              | 22 de febrer de 2006 | Catalina             | CSS                 |
| 199476 - | 2006 DS66              | 22 de febrer de 2006 | Socorro              | LINEAR              |
| 199477 - | 2006 DV66              | 22 de febrer de 2006 | Anderson Mesa        | LONEOS              |
| 199478 - | 2006 DE73              | 22 de febrer de 2006 | Anderson Mesa        | LONEOS              |
| 199479 - | 2006 DM73              | 22 de febrer de 2006 | Mount Lemmon         | Mount Lemmon Survey |
| 199480 - | 2006 DY73              | 23 de febrer de 2006 | Kitt Peak            | Spacewatch          |
| 199481 - | 2006 DO74              | 24 de febrer de 2006 | Kitt Peak            | Spacewatch          |
| 199482 - | 2006 DE76              | 24 de febrer de 2006 | Kitt Peak            | Spacewatch          |
| 199483 - | 2006 DY76              | 24 de febrer de 2006 | Kitt Peak            | Spacewatch          |
| 199484 - | 2006 DA77              | 24 de febrer de 2006 | Kitt Peak            | Spacewatch          |
| 199485 - | 2006 DH79              | 24 de febrer de 2006 | Kitt Peak            | Spacewatch          |
| 199486 - | 2006 DP79              | 24 de febrer de 2006 | Kitt Peak            | Spacewatch          |
| 199487 - | 2006 DY81              | 24 de febrer de 2006 | Kitt Peak            | Spacewatch          |
| 199488 - | 2006 DB83              | 24 de febrer de 2006 | Kitt Peak            | Spacewatch          |
| 199489 - | 2006 DO83              | 24 de febrer de 2006 | Kitt Peak            | Spacewatch          |
| 199490 - | 2006 DT84              | 24 de febrer de 2006 | Kitt Peak            | Spacewatch          |
| 199491 - | 2006 DD85              | 24 de febrer de 2006 | Kitt Peak            | Spacewatch          |
| 199492 - | 2006 DX87              | 24 de febrer de 2006 | Kitt Peak            | Spacewatch          |
| 199493 - | 2006 DG89              | 24 de febrer de 2006 | Kitt Peak            | Spacewatch          |
| 199494 - | 2006 DR91              | 24 de febrer de 2006 | Kitt Peak            | Spacewatch          |
| 199495 - | 2006 DS92              | 24 de febrer de 2006 | Kitt Peak            | Spacewatch          |
| 199496 - | 2006 DA94              | 24 de febrer de 2006 | Kitt Peak            | Spacewatch          |
| 199497 - | 2006 DE94              | 24 de febrer de 2006 | Kitt Peak            | Spacewatch          |
| 199498 - | 2006 DX95              | 24 de febrer de 2006 | Kitt Peak            | Spacewatch          |
| 199499 - | 2006 DN96              | 24 de febrer de 2006 | Kitt Peak            | Spacewatch          |
| 199500 - | 2006 DD103             | 25 de febrer de 2006 | Mount Lemmon         | Mount Lemmon Survey |